# Romain Hilger
Romain Hilger (* 13. Oktober 1956 in Grevenmacher) ist ein ehemaliger luxemburgischer Radrennfahrer und nationaler Meister im Radsport.

## Sportliche Laufbahn
Hilger war im Straßenradsport aktiv. Er gewann 1977 die nationale Meisterschaft im Straßenrennen der Amateure vor Eugène Urbany. 
Die Tour de l’Avenir bestritt er 1977, er schied während der Rundfahrt aus. In der Tour of Ireland gewann er 1977 eine Etappe.